# Epochální výlet pana Třísky do Ruska
Epochální výlet pana Třísky do Ruska je český dokumentární film. Scenáristou a režisérem je Filip Remunda.

## Děj
Venkovský učitel Jaroslav Tříska, se v přestrojení za kosmonauta vydává na dobrodružnou cestu Transsibiřskou magistrálou do míst, kde v letech 1914–1920 bojoval jeho dědeček – československý legionář. Jeho cílem je poznat současné Rusko a jeho lid. Film vznikal bez scénáře, hybatelem děje jsou náhodná setkání: opilí vojáci, autoritativní konduktérka, zlatá mládež, striptérky v nočním klubu, babuška ze sibiřské vesnice, ale i novináři a vysocí úředníci čelí otázkám o KGB, Čečensku a občanských svobodách v Putinově Rusku. Kontroverzní humoristický cestopis.